# Liste der Baudenkmale in Schorssow
In der Liste der Baudenkmale in Schorssow sind alle denkmalgeschützten Bauten der Gemeinde Schorssow (Mecklenburg-Vorpommern) und ihrer Ortsteile aufgelistet (Stand 10. Februar 2021).

## Baudenkmale nach Ortsteilen

### Schorssow
| ID   | Lage                             | Bezeichnung                                                    | Beschreibung                                                                                             | Bild             |
| ---- | -------------------------------- | -------------------------------------------------------------- | --- | ---------------- |
| 0898 | Carlshofer Weg                   | Transformatorenhaus                                            | |                  |
| 0900 | Am Haussee 26/28 (Karte)         | Doppelwohnhaus                                                 | |                  |
| 0901 | Am Haussee 2 (Karte)             | Fischerhaus                                                    | |                  |
| 0902 | Am Haussee 14/16 (Karte)         | ehemalige Schule                                               | | ehemalige Schule |
| 0903 | Bühlower Straße                  | Einfriedung                                                    | |                  |
| 0904 | (im ehemaligen Gutspark) (Karte) | Kirchenruine                                                   | |                  |
| 0905 | (Karte)                          | Schloss mit Park und Denkmal (zwischen Badestelle und Schloss) | Klassizistischer, Sanierter, 2-gesch. 13-achs. Putzbau von 1808 bis 1812 mit Mittelrisalit, heute Hotel. | Weitere Bilder   |

### Bristow
| ID   | Lage                 | Bezeichnung | Beschreibung | Bild           |
| ---- | -------------------- | --- | ------------ | -------------- |
| 0562 | Gutshof (Karte)      | Gutsanlage mit Gutsverwalterhaus, Pferdestall, Speicher, Feldsteinscheune (1855), rundes Kleinviehhaus (1892), Marstall mit Pferdeschwemme |              |                |
| 0563 | Dorpstrat 17 (Karte) | Kirche mit Friedhof, Einfriedung und Grabkapelle                                                                                           |              | Weitere Bilder |

### Bülow
| ID   | Lage                       | Bezeichnung                                      | Beschreibung | Bild           |
| ---- | -------------------------- | ------------------------------------------------ | ------------ | -------------- |
| 0566 | Seestraße 8/10 (Karte)     | Wohnhaus                                         |              |                |
| 0567 | Seestraße 12/14/16 (Karte) | Wohnhaus                                         |              |                |
| 0568 | Seestraße 18/20/22 (Karte) | Wohnhaus                                         |              |                |
| 0571 | Seestraße 38/40 (Karte)    | Wohnhaus                                         |              |                |
| 0572 | An der Kirche 1            | Pfarrhaus                                        |              | Pfarrhaus      |
| 0573 | Am Hof 1 (Karte)           | Gutshaus mit Allee zur Kirche                    |              | Weitere Bilder |
| 0574 | An der Kirche (Karte)      | Kirche mit Friedhof und Kriegerdenkmal 1914/1918 |              | Weitere Bilder |

### Carlshof
| ID   | Lage                                                                 | Bezeichnung           | Beschreibung | Bild |
| ---- | -------------------------------------------------------------------- | --------------------- | ------------ | ---- |
| 0577 | Schorssower Weg 6 (Karte)                                            | Forsthaus             |              |      |
| 0578 | Schorssower Weg 2/4, Zum goldenen Frieden 2/4, Eschenweg 1/3 (Karte) | Forstarbeitersiedlung |              |      |
| 0579 | Stammbachweg 5 (Karte)                                               | ehem. Stall           |              |      |
| 0580 | Eschenweg 2 (Karte)                                                  | Fachwerkhaus (1839)   |              |      |
| 0581 | Stammbachweg 4 (Karte)                                               | Speicher              |              |      |

### Glasow
| ID   | Lage                      | Bezeichnung                                                   | Beschreibung | Bild |
| ---- | ------------------------- | ------------------------------------------------------------- | ------------ | ---- |
| 0616 | An den Eichen 7/8 (Karte) | Gutsverwaltung mit Gutshaus, Grünfläche, Speicher und Scheune |              |      |
| 0617 | Forsthof 1/2 (Karte)      | ehem. Forsthaus (Wohnhaus)                                    |              |      |

### Grube
| ID   | Lage       | Bezeichnung                        | Beschreibung | Bild |
| ---- | ---------- | ---------------------------------- | ------------ | ---- |
| 0765 | Nr. 1      | Bauernhof mit Wohnhaus und Scheune |              |      |
| 0766 | Nr. 2/2a/3 | Bauernhaus                         |              |      |

### Tessenow
| ID   | Lage                    | Bezeichnung                            | Beschreibung | Bild |
| ---- | ----------------------- | -------------------------------------- | ------------ | ---- |
| 0926 | Alter Gutshof 1 (Karte) | ehem. Gutshof, zwei Wirtschaftsgebäude |              |      |

## Quelle
Denkmalliste des Landkreises Rostock A ‐ Z (Stand: 10. Februar 2021; PDF, 497 KB)